# Trận đấu giao hữu

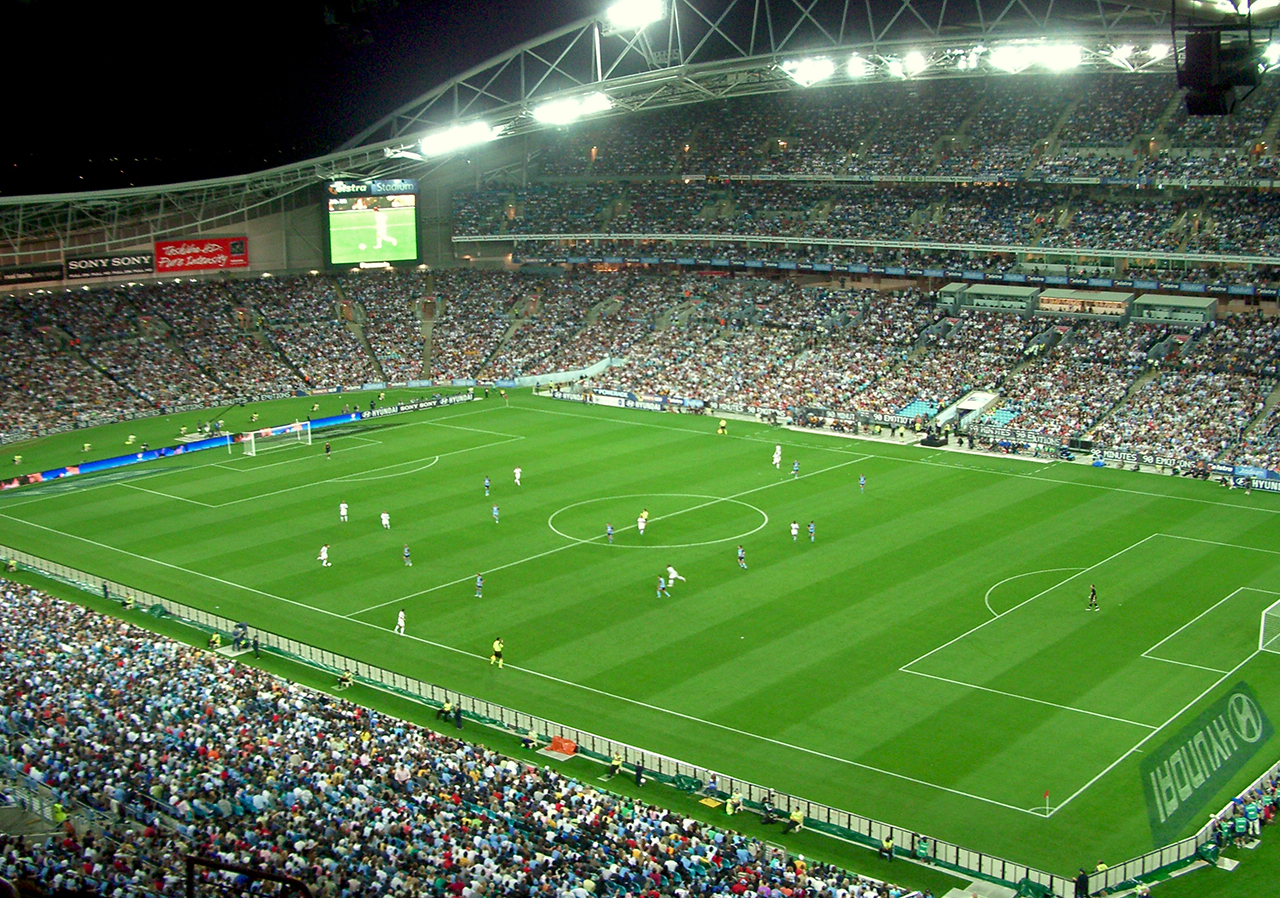
Câu lạc bộ bóng đá Sydney (Úc) chơi một trận đấu giao hữu với câu lạc bộ bóng đá Los Angeles Galaxy (Mỹ) ở Sân vận động Australia năm 2007.

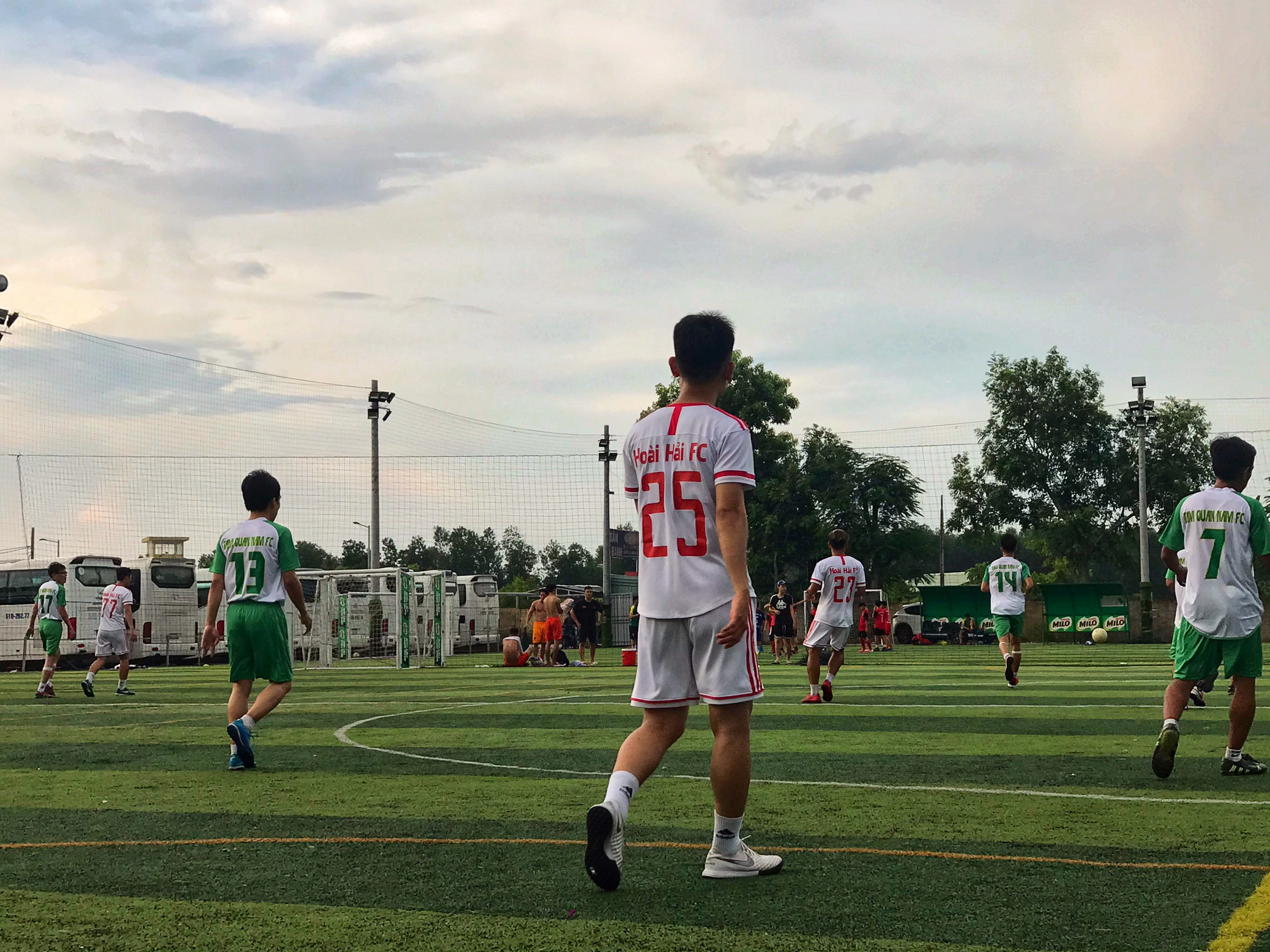
Một trận đấu giao hữu môn bóng đá tại Việt Nam.

Trận đấu giao hữu (hay còn gọi là trận đấu biểu diễn, trận đấu trước mùa giải, trận đấu khởi động, hoặc là trận đấu chuẩn bị) là một sự kiện thể thao (thường là trong bộ môn bóng đá) mà tiền thưởng và tác động đến vị trí xếp hạng của đội bóng hoặc người chơi là không có (hoặc rất ít). Trong những đội thể thao, đây là kiểu trận đấu thường sử dụng để các huấn luyện viên và người quản lý lựa chọn và quyết định cầu thủ cho những trận đấu trong mùa giải hoặc giải đấu lớn. Nếu các cầu thủ thường chơi ở nhiều đội khác nhau trong nhiều giải đấu, trận đấu giao hữu sẽ tạo cơ hội để các cầu thủ học hỏi cách làm việc với nhau. Trận đấu có thể được tổ chức giữa hai đội phân biệt hoặc giữa các phần của cùng một đội bóng.